# Друцкой-Соколинский, Николай Николаевич
Князь Никола́й Никола́евич Друцко́й-Соколинский (19 (31) марта 1856 — после 1917) — рогачевский уездный предводитель дворянства в 1903—1906 годах, член Государственного совета по выборам.

## Биография
Происходил из потомственных дворян Смоленской губернии. Родился 19 (31) марта 1856 года в семье князя Николая Григорьевича Друцкого-Соколинского (1821—1884) и Амалии Адольфовны Миллер. Землевладелец: родовые 417 десятин в той же губернии, 6500 десятин в Могилевской губернии, у жены — родовые 1500 десятин в Новгородской губернии.
В 1877 году окончил Морское училище гардемарином, а в следующем году был переведен в 5-й флотский экипаж. В 1881—1882 годах был командиром 7-й роты клипера «Джигит». В 1882 году был прикомандирован к Морскому училищу. В 1884 году окончил механическое отделение Николаевской морской академии, а в следующем году был уволен от службы по домашним обстоятельствам.
По окончании Института инженеров путей сообщения в 1887 году, был причислен к Министерству путей сообщения и откомандирован в распоряжение начальника работ Самаро-Уфимской железной дороги. Затем последовательно занимал должности: помощника делопроизводителя Временного управления казенными железными дорогами (1889—1891), штатного инженера и производителя работ по постройке Принаревской железной дороги (1891—1893), начальника технического отдела службы пути Курско-Харьковско-Азовской железной дороги (1893—1894) и начальника 2-го участка по сооружению железной дороги Остроленка-Варшава (1894—1896). В 1896—1901 годах состоял инженером при Министерстве путей сообщения. Дослужился до чина статского советника (1900).
В 1901 году перешел в Министерство внутренних дел и назначен был земским начальником 2-го участка Рогачевского уезда Могилевской губернии. 
Землевладелец: родовые 417 десятин в той же губернии, 6500 десятин в Могилевской губернии, у жены, Аглаиде Алексеевне Унковской — родовые 1500 десятин в Новгородской губернии. В 1903 году был назначен уездным предводителем дворянства, в каковой должности пробыл одно трехлетие. В 1911 году, после введения выборного земства в Западном крае, был избран уездным и губернским гласным. Кроме того, состоял почетным мировым судьей Рогачевского уезда (с 1905 года) и членом уездного отделения епархиального училищного совета. Занимался сельским хозяйством, организовал трест дрожже-винокуренных заводов и «Винокуренно-дрожжевое и сельско-хозяйственное промышленное западное общество».
С 3 сентября 1913 года был членом Государственного совета от Могилевского губернского земства, в 1916 году — переизбран. Входил в группу центра. Состоял членом комиссии по делам сельского хозяйства и Сельскохозяйственного совещания. 28 февраля 1917 года подписал телеграмму к Николаю II, в которой члены Госсовета сообщали о критическом положении в Петрограде и просили об отставке правительства. Осенью 1917 года выдвигался кандидатом в Учредительное собрание от Могилевского избирательного округа по списку Всероссийского союза земельных собственников.
Дальнейшая судьба неизвестна. По воспоминаниям племянницы, «после Октябрьской он потерял все свои имения и уже практически не выходил из тюрем до самых сороковых годов». Детей не имел.